# ثوري كلكيسانة

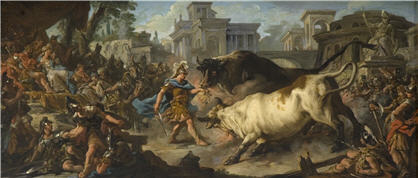
چايسون يروِّض الثوران، رسم جين فرنسوا دو تروي

ثوريّ كُلكيسانة (باليونانية: Χαλκόταυροι) هما كائنات خرافية وأسطورية ورد ذكرها في الأسطورة الإغريقية: «چايسون والفروة الذهبية».

## الأسطورة
ثوريّ كلكيسانة هما ثورين هائلا الحجم، لديهم حوافرٌ برونزية وفمٌ برونزي لينفثا منه النار. في الملحمة الإغريقية «أرغُنوتيكا»، وَعَد الملكُ آيتيس شابًا يُدعى چايسون بأن يمنحه الفروة الذهبية إن استطاع أن يقرن النير بين الثورين ويستخدمهما في حراثة أرضٍ مُقدَّر بذارها وغرسها بسنِّ التنين (سِنَّة مِن تنينٍ، إن غُرِسَتْ في أرضٍ، أنبتت جيشًا مسلحًا).
نجى چايسون من اللهب الحارق الذي ينفثه الثوران بإحراق دواءً سحريًّا يحميه من النيران كانت قد أهدته إياه مِديا، ابنة الملك آيتيس، والتي كانت مغرمةٌ بچايسون.
أما عن الثوران، فقد كانا هدية من الإله الإغريقي هيفيستوس، إله النار الذي كان يحزق الحدادة، إلى الملك آيتيس.  

صنع هيفيستوس للملك آيتيس، ملك كُلكيسانة، ثوران بأقدامٍ من البرونز، وفمٍ برونزي ينفث نارًا متوهجةً مريعةً. وقد صاغه من حديدٍ مُصَلَّب، صاغه في قطعة واحدة.
—أبولونيوس الرودسي، أرغُنوتيكا 3.215

## ثوري كُلكيسانة في الثقافة العامة
- في فيلمه چايسون وبحارو الآرجو، صمم المخرج البريطاني نِك ويلِنج ثورٌ عُرِف بـ«ثور أقريطش»، والذي كان عبارة عن نصف ثور ونصف آلة، والذي كان على چايسون أن يستأنسه. كان هذا المخلوق ينفث النيران، والتي كان يستخدمها چايسون في حراثة الحقل الذي بذّرَهُ بسِنِّ التنين، فأنبَت فيما بعد جيشًا من الهياكل العظمية المُدَرَّعة والمُصَفَّحة.
- كان ثوري كُلكيسانة ظهورٌ في الجزء الثاني من رواية «پِرسي چاكسون والإغريق: بحر الوحوش». إلا أنه قد ظهر أحد الثورين فقط، وقد وُصِف على أنه ثورٌ في حجم الفيل وينفث النيران، استخدم هيفيستوس في صناعته قرنين من الفضة، وعينين من الياقوت الأحمر. وقد هاجم هذا الثور معسكر أنصاف الآلهة، قبل أن يوقفه ويقهره تايسون، الأخ الصُقْلوبي (كائن خرفي آُحادي العين) لپِرسي چاكسون. وفيما بعد، استُخدِم هذا الثور في صُنع مسارات سباق المركبات الحربية (لعبة كان يشتهر بها الإغريق والرومان، وهي عبارة عن سباقٌ بين العربات الحربية، إلا أنها كانت في غاية الخطورة لدرجة قد تسبب الموت).